# Västra Solsjön
Västra Solsjön är en sjö i Bengtsfors kommun i Dalsland och ingår i Göta älvs huvudavrinningsområde. Sjön är 40 meter djup, har en yta på 1,85 kvadratkilometer och befinner sig 147,2 meter över havet. Vid provfiske har en stor mängd fiskarter fångats, bland annat abborre, bergsimpa, elritsa och gers.

## Delavrinningsområde
Västra Solsjön ingår i det delavrinningsområde (655761-129874) som SMHI kallar för Utloppet av Västra Solsjön. Medelhöjden är 182 meter över havet och ytan är 9,13 kvadratkilometer. Det finns inga avrinningsområden uppströms utan avrinningsområdet är högsta punkten. Vattendraget som avvattnar avrinningsområdet har biflödesordning 4, vilket innebär att vattnet flödar genom totalt 4 vattendrag innan det når havet efter 209 kilometer. Avrinningsområdet består mestadels av skog (69 procent). Avrinningsområdet har 2,05 kvadratkilometer vattenytor vilket ger det en sjöprocent på 22,5 procent.

## Fisk
Vid provfiske har följande fisk fångats i sjön:
- Abborre
- Bergsimpa
- Elritsa
- Gärs
- Gädda
- Lake
- Mört
- Nors
- Röding
- Siklöja
- Småspigg